# Mataba (Sektor)
Mataba ist einer von 19 Sektoren des Distrikts Gakenke in der Nordprovinz von Ruanda.

## Geographie
Der Sektor hat eine Fläche von 32,8 km² und liegt auf einer Höhe von etwa 1750 m. Er unterteilt sich in die drei Zellen Buyange, Gikombe und Nyundo. Die Südgrenze zur Südprovinz und darin zu den Sektoren Nyabinoni im Südwesten und Rongi im Südosten bildet der Fluss Nyabarongo. In diesen mündet von Norden kommend der Base, der die Ostgrenze zum Nachbarsektor Minazi bildet. Weitere Nachbarsektoren sind im Norden Gakenke und im Westen Muzo.

## Bevölkerung
Nach Stand der Volkszählung von 2022 liegt die Einwohnerzahl bei 15.520. Zehn Jahre zuvor waren es 14.346, was einem jährlichen Bevölkerungszuwachs von 0,8 Prozent zwischen 2012 und 2022 entspricht.

## Verkehr
Durch den Westen des Sektors verläuft in Nord-Süd-Richtung eine District Road, die jedoch Stand 2022 nicht asphaltiert ist.

## Gesundheitswesen
Im Sektor nahe der District Road befindet sich das Mataba Health Center.